# オロモ語
オロモ語（オロモご）はアフロ・アジア語族に属し、クシ語派で最も話者数の多い言語。アファーン・オロモー (Afaan Oromoo)、オロミッファ (Oromiffa)、様々な別な綴り（アファン・オロモ Afan Oromo など）でも呼ばれる。エチオピアとケニアにいる2500万人のオロモ人やその近隣のウェルジ人などの第一言語である。1980年代以前の文献では「ガラ語 (Galla)」とも呼ばれるが、オロモ人が不快に感じるために現在は使われない。

## 話者
オロモ語話者の95％は主にエチオピアのオロミア州に住んでいる。ソマリアにも約4万2000人の話者がいる。エスノローグによると、エチオピアのオロモ語に極めて近いボラナ語とオルマ語の話者が15万7000人いる。エチオピア国内では、オロモ語は最も話者人口が多い（40パーセント以上）。アフリカ全体で見た場合、互いに意思疎通ができないアラビア語の諸方言および様々な変種を含むオロモ語をそれぞれ単一の言語と見なすと、オロモ語はアラビア語、スワヒリ語、ハウサ語に次いで4番目に話者数が多い言語である。
第一言語の話者の他に、北西オロミアにはオモ語派のバンバシ語話者やナイル・サハラ系言語の話者クワナ人のように、オロモ語と接していてオロモ語を第二言語として話す人々が多くいる。

## 言語政策
1974年のエチオピア革命以前、オロモ語による出版や放送は禁じられていた。19世紀末からあったオネシモ・ネシブとアステル・ガンノによる聖書の翻訳などごく限られた出版物は、ヨハン・ルートビヒ・クラプフの聖書のようにゲエズ文字で書かれていた。1974年の革命以降、政府はオロモ語を含むいくつかの言語で識字率向上のキャンペーンを開始し、オロモ語でも出版やラジオ放送が始まった。新聞『バリッサ』のように当時エチオピアで印刷された文献はみな伝統的なゲエズ文字で書かれた。
しかし学校でのオロモ語教育は、オロモ解放戦線が支配していた地域を除けば、1991年にメンギスツ政権が倒れるまで実現しなかった。オロミア州の創設にともない、この地域全域で（他の民族が他の言語を話す地域を含む）小学校の教育用の言語として、また地域の行政語としてオロモ語を導入することが可能になった。1990年代初頭にオロモ解放戦線が暫定エチオピア政府を離れて以降はオロモ人民民主主義機構がエチオピアでアファーン・オロモーの確立を続けている。
オロモ語は「クベー (Qubee)」というラテン文字を修正した文字で書かれることが最も多く、これは1991年に公式に採用された。1970年代まで、エチオピア国外のオロモ人やオロモ解放戦線はラテン文字から作られた様々な正書法を用いていた。近年これはエチオピア政府により制限されていると言われる。クベーの採用により、1991年から1997年までの間にそれ以前の100年間より多くの文献が書かれたと考えられている。
イタリアのエチオピア侵攻後は、シェイフ・バクリ・サパロ（本名のアブバケル・ウスマン・オダーでも知られる）が考案したサパロ文字がオロモ語固有の文字であり、その後は非公式に使われた。イスラム教徒のいる地域ではアラビア文字が断続的に使われた。
ケニアでは1980年代から「ケニアの声（現ケニア放送）」によりオロモ語（ボラナ方言）のラジオ放送が行われている。ラテン文字を使ったボラナ方言の聖書が1995年にケニアで出版されたがエチオピアのクベーとは綴り方が異なっていた。最初の包括的なオロモ語のオンライン辞書がジマ・タイムズ・オロミッファ・グループとセラムソフト社の協力により開発された。ボイス・オブ・アメリカもアフリカの角計画の枠内でオロモ語の放送を行っている。オロモ語とクベーは現在エチオピア政府の国営ラジオやテレビ局、地方政府の新聞紙に使われている。

## 発音と正書法
セム語派、クシ語派、オモ語派のようなエチオピアの他の多くの言語と同様、オロモ語には放出音がある。これは無声破裂音や破擦音に喉頭音化と呼気の破裂がともなったものである。オロモ語にはもうひとつ、そり舌入破音というやや珍しい音がある。これはオロモ語の正書法では dh と書かれ、d を発音する際に舌を後方に若干巻き戻して空気を引き入れ、次の母音の前に声門破裂音を発するものである。
オロモ語には南クシ語派によく見られる5つの短母音と5つの長母音があり、正書法では長母音をそれぞれの母音の文字を2つ続けて表記する。母音の長短は、hara「湖」、haaraa「新しい」のように意味の区別において有意義である。オロモ語では子音の二重化も有意である。つまり、badaa「悪い」、baddaa「高地」のように子音の長さが語義の区別に用いられる。
クベー式アルファベットでは、ひとつの「文字」はひとつの記号またはふたつの記号 (ch, dh, ny, ph, sh) からなる。二重化はふたつの記号が文字の場合には必ずしも表記されないが、qopphaa'uu「準備ができている」のように最初の記号をふたつ重ねて表す者もいる。下の表では、各音素は角括弧で括られた国際音声字母で表されており、オロモ語の文字とは異なっている。[p v z] の音は近年採り入れられた借用語のみに用いられるために括弧に入れられている。この正書法が採用されてから多少の変更があったので注意が必要。x ([tʼ]) は当初 th と書かれていた。[tʃʼ] と [tʃ] を表すのに人によって c と ch が混同された。初期には c は [tʃ]、ch は [tʃʼ] に用いられ、c は語中のどこにあるかで音が違っていた。この記事では c は常に [tʃʼ] を、ch は常に [tʃ] を表す。
|                 |        | 両唇音/ 唇歯音 | 歯茎音/ 反舌音 | 硬口蓋歯茎音/ 硬口蓋音 | 軟口蓋音 | 声門音 |
| --------------- | ------ | -------------- | -------------- | ---------------------- | -------- | ------ |
| 破裂音と 破擦音 | 無声音 | (p)            | t              | ch [tʃ]                | k        | ' [ʔ]  |
| 破裂音と 破擦音 | 有声音 | b              | d              | j [dʒ]                 | g        |        |
| 破裂音と 破擦音 | 放出音 | ph [pʼ]        | x [tʼ]         | c [tʃʼ]                | q [kʼ]   |        |
| 破裂音と 破擦音 | 入破音 |                | dh [ɗ]         |                        |          |        |
| 摩擦音          | 無声音 | f              | s              | sh [ʃ]                 |          | h      |
| 摩擦音          | 有声音 | (v)            | (z)            |                        |          |        |
| 鼻音            | 鼻音   | m              | n              | ny [ɲ]                 |          |        |
| 接近音          | 接近音 | w              | l              | y [j]                  |          |        |
| R音             | R音    |                | r              |                        |          |        |

|    | 前寄り         | 中寄り | 後寄り         |
| -- | -------------- | ------ | -------------- |
| 狭 | i [ɪ], ii [iː] |        | u [ʊ], uu [uː] |
| 中 | e [ɛ], ee [eː] |        | o [ɔ], oo [oː] |
| 広 |                | a [ʌ]  | aa [ɑː]        |

## 文法

### 名詞

#### 性
多くのアフロ・アジア諸語と同じく、オロモ語には男性と女性の文法性（文法的性）があり、あらゆる名詞はそのいずれかに属する。オロモ語の文法性は以下のように文法に係わる。
- 主語が三人称単数の時、「…である」（コピュラ）を除く動詞は主語の性に一致する。
- 三人称単数の代名詞はそれが指示する名詞の性に一致する。
- 形容詞はそれが修飾する名詞の性に一致する。
- 方言によっては、所有形容詞（「私の」「あなたの」など）にそれが修飾する名詞に一致するものがある。

南部のいくつかの方言を除き、形の上で名詞の性を表すものはない。少数の人を表す名詞および名詞として用いられる場合の形容詞には、-eessa（男性）と -eettii（女性）で終わるものがある（obboleessa「兄弟」、 obboleettii「姉妹」、dureessa「金持ち（男）」、hiyyeettii「貧乏人（女）」）。通常、文法性は人や動物の生物学的な性に一致する。例えば abbaa「父」、ilma「息子」、sangaa「牡牛」は男性名詞で、haadha「母」、intala「女の子、娘」は女性名詞である。しかし動物を表す多くの名詞は生物学的性を明示しない。
天体を表す名詞は女性名詞である。aduu「太陽」、urjii「星」など。無生名詞の性は方言によって異なる。

#### 数
オロモ語には単数と複数の数（すう）があるが、複数のものを指す名詞が複数形になるとは限らない。文脈から明らかな場合には、単数形の名詞が複数のものを指すことがある（nama「男」、nama shan「5人の男」）。言い換えれば単数形とは数が未指定な形ということである。
指示物が複数あることを明示する場合、名詞の複数形が使われる。名詞の複数形は接尾辞を付加することで作られる。最もよく用いられる複数形の接尾辞は -oota である。この接辞が付加される時語末の母音はなくなり、南部の方言では長母音に続く場合 -ota となる。次の例は単数、複数の順。
- mana, manoota「家」
- hiriyaa, hiriyoota「友人」
- barsiisaa, barsiiso(o)ta「教師」

よく使われる複数形の接尾辞には -(w)wan, -een, -(a)an もある。最後のふたつは直前の子音を二重化させる場合がある。
- waggaa, waggawwan「年」
- laga, laggeen「川」
- ilma, ilmaan「息子」

#### 定と不定
オロモ語には不定冠詞（英語の a や some に相当）があるが、南部方言を除きこれは名詞に接尾辞をともなって定を表す（英語の the に相当）。その接尾辞は、男性名詞には -(t)icha（この ch は二重子音だが、表記上は普通明示されない）、女性名詞には -(t)ittii である。これらの接尾辞が付加される場合、名詞末尾の母音はなくなる。
- karaa「道」、karicha「その道」
- nama「男」、namicha/namticha「その男」
- haroo「湖」、harittii「その湖」

男女両性を取りうる有生名詞では定を表す接尾辞は英語の the と比べて用いられる頻度が少なく、複数形の接尾辞とは共起しないようである。

#### 格
オロモ語の名詞には「引用形」ないし「基本形」があり、動詞の目的語、前置詞や後置詞の目的語、名詞的述語として用いられる。
- mana「家」、mana binne「我々は家を買った」
- hamma「…まで」、dhuma「終わり」、hamma dhuma「終わりまで」
- mana keessa「家の中で」
- inni「彼」、barsiisaa「教師」、inni barsiisaa (dha)「彼は教師だ」

名詞は6つの格のいずれかの形で現れることができ、その各々は接尾辞の付加や名詞末尾の母音の長音化で示される。格語尾がある場合には、複数または定の接尾辞の後ろに現れる。ひとつの格に対しいくつかの語尾があったり、またひとつの語尾がふたつ以上の格を表す場合があり、別な形で表される場合でもその意味の違いは些細なものである。
主格
主格は節の主語になる名詞に用いられる。
- Ibsaan makiinaa qaba「イブサーは車を持っている」（Ibsaan は男性名 Ibsaa の主格、makinaa「車」、qaba「持つ」）

直前に単子音があり短母音で終わる名詞は、語末の母音をなくし -ni を付加して主格を作る。直前の子音によっては同化により n または直前の子音が変化する（詳細は方言によって異なる）。
- nama「男」、namni「男が」
- namoota「男たち」、namootni/namoonni「男たちが」（t と n で同化が起き nn となることがある）

語末の短母音の前にふたつの子音または二重化した子音がある場合、-i が付加される。
- ibsa「発言」、ibsi「発言が」
- namicha「その男」、namichi「その男が」（定の接尾辞 -icha の ch は綴りとは違い実際は二重子音）

名詞の末尾が長母音である場合、これに -n が付加される。これは -uu で終わる不定詞にも当てはまる。
- maqaa「名前」、maqaan「名前が」
- nyachuu「食べること」、nyachuun「食べることが」

n で終わる名詞の場合、主格は基本形と同形である。
- afaan「口」または「言語」（基本形と主格形が同じ）

短母音で終わる女性名詞は -ti を付加する。場合によっては同化が起こる。
- haadha「母」、haati「母が」（dh と t が同化し t になる）
- lafa「大地」、lafti「大地が」

属格
属格は所有や所属を表すのに用いられる。通常は語末の短母音を長音化したり、語末の子音に -ii を付加したり、語末の長母音をそのままの形で用いたりして属格形となす。所有者を表す名詞は所有されるものを表す名詞の後に来る。このようにして作られる名詞句のうち特殊な技能を表すものが近年オロモ語の語彙に加えられている。
- obboleetti namichaa「その男の姉妹」（obboleetti「姉妹」、namicha「その男」）
- hojii Caaltuu「チャールトゥーの仕事」（hojii「仕事」、Caaltuu 女性の名）
- barumsa afaanii「言語学」（barumsa「研究分野」、afaan「口」または「言語」）

属格の代わりに関係を表す標識を使うこともできる。男性名詞には kan、女性名詞には tan で、所有するものの前に来る。
- obboleetti kan namicha「その男の姉妹」

与格
与格は名詞が受け手である場合（「…に」）または受益者である場合（「…のために」）に用いられる。オロモ語では動詞の不定形が名詞のように振る舞うが、その与格形は目的を表す。与格は以下の形を取る。
- 語末短母音の長音化（属格も表す）

- namicha「その男」、namichaa「その男に、その男の」

- 長母音または長音化された短母音の後に -if、子音の後に -iif

- intala「女の子、娘」、intalaaf「女の子に、娘に」
- saree「犬」、sareef「犬に」
- baruu「学ぶこと」、baruuf「学ぶために」
- bishaan「水」、bishaaniif「水に」

- 長母音の後に -dhaa または -dhaaf

- saree「犬」、sareedhaa/sareedhaaf「犬に」

- 直前の母音を変えずに -tti を付加。特に話す意味を表す動詞とともに

- Caaltuutti himi「チャールトゥーに言う」（Caaltuu 女性の名）

具格
具格は名詞が道具、手段、行為者（「…によって」）、理由、出来事が起きた時を表す場合に用いられる。具格形の作り方はある程度与格形と似ている。
- 長母音または長音化した短母音の後に -n、子音の後に -iin

- harka「手」、harkaan「手で」
- halkan「夜」、halkaniin「夜に」

- 長母音または長音化した短母音の後に -tiin

- Afaan Oromoo「オロモ語」、Afaan Oromootiin「オロモ語で」

- 長母音の後に -dhaan

- yeroo「時」、yeroodhaan「時間通りに」
- bawuu「出て来ること」、bawuudhaan「出て来ることで」

処格
処格は名詞が出来事が起きている場所、状態のある場所全般を表すのに使われる。特定の場所を表すのにオロモ語では前置詞または後置詞を使う。後置詞も処格の接尾辞を取る場合がある。処格は時間的な機能を持つことがあるので、多少具格と重なる部分がある。処格は接尾辞 -tti によって作られる。
- Arsiitti「アルシーで」
- harka「手」、harkatti「手に」
- guyyaa「日」、guyyaatti「日ごとに」
- jala, jalatti「下に」

奪格
奪格は出来事が生じた起源を表す。「…から」に相当する。名詞としてだけではなく、後置詞句や場所の副詞のような機能も持つ。奪格形は以下のように作られる。
- 短母音で終わる語では、その母音が長音化する（属格と同様）

- biyya「国」、biyyaa「国から」
- keessa「中」、keessaa「中から」

- 長母音で終わる語には -dhaa が付加される（与格の1形態と同様）

- Finfinneedhaa「フィンフィンネー（アディスアベバ）から」
- gabaa「市場」、gabaadhaa「市場から」

- 子音で終わる語には -ii が付加される（属格と同様）

- Hararii「ハラルから」

- 属格形の名詞の後に来る場合は、-tii が付加される

- mana「家」、buna「コーヒー」、mana bubaa「喫茶店」、mana bubaatii「喫茶店から」

奪格の名詞に代わるものとして後置詞の irraa「…から」がある。この最初の母音はなくなる場合がある。
- gabaa「市場」、gabaa irraa, gabaarraa「市場から」

### 代名詞

#### 人称代名詞
人称、数、性でそれぞれ数種類を区別することが文法上なんらかの役割を果たす言語は多く、オロモ語もそのひとつである。このような区別は「自立代名詞」（ani「私」、isaani「彼ら」）や所有形容詞または所有代名詞（koo「私の」、kannoo「私のもの」）に見られる。オロモ語では同様の区別が主語と動詞の一致にも反映されている。多少の例外はあるが、オロモ語の動詞は主語の人称、数、（3人称単数の）性に一致し、これらは動詞に接尾辞を付加することによって表示される。このような接尾辞は動詞の時制、相（アスペクト）、法に応じて非常に多様な形式を持つので通常代名詞とは考えられない。これについては動詞の節を参照。
自立代名詞、所有形容詞、所有代名詞、主語と動詞の一致で、オロモ語は人称・数・性で出来る7つの組合せを区別する。1人称と2人称では単数（「私」「きみ」）と複数（「私たち」「きみたち」）でふたつの区別がある。3人称では単数に「彼」と「彼女」のふたつを区別をし、複数では「彼ら」と性を区別しない。オロモ語には男女ふたつの性があり、男性代名詞は男性名詞を、女性代名詞は女性名詞を指すが、英語の it のように両者を区別せず用いられる代名詞はない。
オロモ語では主語の省略が可能であり、主語を強調する必要のない文では自立代名詞を用いなくてもよい。kaleessa dhufne 「我々は昨日来た」という文では「我々」に相当する語が現れておらず、動詞 dhufne 「我々は来た」で接尾辞 -ne によって人称と数が表示されている。なんらかの理由で主語を特に強調したい場合には自立代名詞が使われる。nuti kaleessa dhufne 「『我々が』昨日来た」。
以下の表では、自立代名詞と所有形容詞の形式が格ごとに示される。1人称複数と3人称単数女性には方言によって多様な変種があり、その一部のみを示してある。ここで所有形容詞は独立した語として扱っているが、名詞の接尾辞として書かれることもある。多くの方言では1人称と2人称で男性と女性の所有形容詞を区別し、修飾する名詞の性に一致する。しかし、西部の方言では男性形（k- で始まる）が全ての格で使われる。所有形容詞は修飾する名詞の格語尾を取る。ganda kootti 「私の村へ」（-tti は処格）。
| 意味     | 基本形                   | 主格                | 与格                         | 具格         | 処格           | 奪格            | 所有 形容詞                                |
| -------- | ------------------------ | ------------------- | ---------------------------- | ------------ | -------------- | --------------- | ------------------------------------------ |
| 私       | ana, na                  | ani, an             | naa, naaf, natti             | naan         | natti          | narraa          | koo, kiyya [too, tiyya （女性）]           |
| きみ     | si                       | ati                 | sii, siif, sitti             | siin         | sitti          | sirraa          | kee [tee （女性）]                         |
| 彼       | isa                      | inni                | isaa, isaa(tii)f, isatti     | isaatiin     | isatti         | isarraa         | (i)saa                                     |
| 彼女     | isii, ishii, isee, ishee | isiin, etc.         | ishii, ishiif, ishiitti など | ishiin, etc. | ishiitti, etc. | ishiirraa, etc. | (i)sii, (i)shii                            |
| 我々     | nu                       | nuti, nu'i, nuy, nu | nuu, nuuf, nutti             | nuun         | nutti          | nurraa          | "keenna",keenya ["teenna",teenya （女性）] |
| きみたち | isin                     | isini               | isinii, isiniif, isinitti    | isiniin      | isinitti       | isinirraa       | keessan(i) [teessan(i) （女性）]           |
| 彼ら     | isaan                    | isaani              | isaanii, isaaniif, isaanitti | isaaniitiin  | isaanitti      | isaanirraa      | (i)saani                                   |

フランス語、ロシア語、トルコ語のように、オロモ語の2人称複数は単数の敬意表現としても使うことができる。さらに3人称複数は3人称単数（「彼」または「彼女」）に敬意を示すのに用いることができる。
オロモ語では「私のもの」「あなたのもの」のような所有形容詞に kan 「…の」を付加し、kan koo 「私のもの」、kan kee 「あなたのもの」などと言うことができる。

#### 再帰代名詞と相互代名詞
オロモ語にはふたつの再帰代名詞（「…自身」）がある。ひとつは名詞に of(i) または if(i) を付加して「…自身」という意味を表すもの。この場合名詞は格変化を行うが、強調する必要がない限りは人称、数、性による変化はない。
- isheen of laalti 「彼女は自分を見た」（of の基本形）
- isheen ofiif makiinaa bitte 「彼女は自分に車を買った」（of の与格）

もうひとつの再帰的表現は「頭」を意味する mataa という名詞を所有の接尾辞とともに使うことである。
- mataa koo 「私自身」
- mataa kee 「あなた自身」

など。
オロモ語には相互代名詞 wal 「お互い」がある。これは人称、数、性ではなく格変化だけがあるという意味で of/if に似ている。
- wal jaalatu 「彼らはお互いが好きだ」（wal の基本形）
- kennaa walii bidan 「彼らはお互いに贈り物を買った」（wal の与格）

#### 指示代名詞
オロモ語の指示代名詞は、近称（「これ」）と遠称（「あれ」、「それ」）の2種類を区別する。近称に男性と女性の区別がある方言もあるが、西部方言では k- で始まる男性形が両方の性に使われる。指示代名詞に単数と複数の区別はないが、名詞や代名詞と同様に格の区別は存在する。以下の表では基本形と主格形のみを示す。他の格は、sanatti 「それに」（処格）のように基本形から作られる。
| 格     | 近称 （これ）        | 遠称 （あれ、それ） |
| ------ | -------------------- | ------------------- |
| 基本形 | kana [tana （女性）] | san                 |
| 主格   | kuni [tuni （女性）] | suni                |

### 動詞
オロモ語動詞は最小限の構成として、動詞の辞書的な意味を表す語幹と、時制、アスペクト、主語との一致を表す接辞からなる。例えば dhufne 「我々は来た」では、dhuf- が語幹（「来る」）で -ne が過去時制、主語が1人称複数であることを表す。
他のアフロ・アジア語族の言語と同様、オロモ語の動詞は過去（または完了）と現在（未完了または非過去）の2時制を区別する。その各々は時制と主語との一致を表す接尾辞を持つ。現在形に基づいた三つの機能を持つ第三の活用があり、現在時制で従属節の代わりに用いられる場合、小辞 haa をともない命令（させる）を表す場合、小辞 hin をともない現在時制で否定を表す場合がある。
- deemne 「我々は行った」
- deemna 「我々は行く」
- akka deemnu 「我々が行った（ということ）」
- haa deemnu 「行こう」
- hin deemnu 「我々は行かない」

独立した命令形もある。deemi 「行け（単数）」

#### 活用
以下の表では動詞 beek- 「知る」の肯定と否定の活用を示す。1人称単数現在と過去の肯定形では、動詞の前の語に接辞 -n が現れなくてはならない。否定辞の hin は表では独立した語として示されるが、動詞の接頭辞として書かれることもある。
|          | 過去     | 過去       | 現在               | 現在        | 現在     | 現在       | 命令        | 命令            |
| 主節     | 主節     | 過去       | 従属節             | 従属節      |          |            | 命令        | 命令            |
| 肯定     | 否定     | 肯定       | 否定               | 肯定        | 否定     | 肯定       | 否定        |                 |
| -------- | -------- | ---------- | ------------------ | ----------- | -------- | ---------- | ----------- | --------------- |
| 私       | -n beeke | hin beekne | -n beeka           | hin beeku   | -n beeku | hin beekne | haa beeku   | hin beekin      |
| きみ     | beekte   | hin beekne | beekta             | hin beektu  | beektu   | hin beekne | beeki       | hin beek(i)in   |
| 彼       | beeke    | hin beekne | beeka              | hin beeku   | beeku    | hin beekne | haa beeku   | hin beekin      |
| 彼女     | beekte   | hin beekne | beekti             | hin beektu  | beektu   | hin beekne | haa beektu  | hin beekin      |
| 我々     | beekne   | hin beekne | beekna             | hin beeknu  | beeknu   | hin beekne | haa beeknu  | hin beekin      |
| きみたち | beektani | hin beekne | beektu, beektan(i) | hin beektan | beektani | hin beekne | beekaa      | hin beek(i)inaa |
| 彼ら     | beekani  | hin beekne | beeku, beekan(i)   | hin beekan  | beekani  | hin beekne | haa beekanu | hin beekin      |

語幹が特定の子音で終わる動詞や子音（t や n）で始まる接尾辞をともなう動詞では、子音に規則的な変化が起こる。方言によっては細部が大きく異なるが、以下のような変化は共通している。
| b- + -t → bd           | qabda きみは持つ                                                   |
| g- + -t → gd           | dhugda きみは飲む                                                  |
| r- + -n → rr           | barra 我々学ぶ                                                     |
| l- + -n → ll           | galla 我々は入る                                                   |
| q- + -t → qx           | dhaqxa きみは行く                                                  |
| s- + -t → ft           | baas- 取り出す baafta きみは取り出す                               |
| s- + -n → fn           | baas- '取り出す baafna 我々は取り出す                              |
| t-/d-/dh-/x- + -n → nn | bitti 買う binna 我々は買う、 nyaadhaa 食べる nyaanna 我々は食べる |
| d- + -t → dd           | fid- 持って来る fidda きみは持って来る                             |
| dh- + -t → tt          | taphadh- 遊ぶ taphatta きみは遊ぶ                                  |
| x- + -t → xx           | fix- 終える fixxa きみは終える                                     |

オロモ語では3子音の連続がないため、動詞がふたつの子音で終わり続く接辞が子音で始まる場合には、子音をわかつために母音を挿入しなくてはならない。この母音挿入には二通りの方法がある。ひとつは語幹と接辞の間に母音 i が挿入される場合で、もうひとつは語幹末の子音が入れ替わり a が挿入される場合である。
- arg- 「見る」、arga 「彼は見る」、arigina または agarna 「我々は見る」
- kolf- 「笑う」、kolfe 「彼は笑った」、kolfite または kofalte 「きみは笑った」

子音 ' で終わる動詞（方言によっては h, w, y の場合がある）は3種類の活用のいずれかで変化する。どの種類になるかは動詞の語幹からは予測できない。通常のパターンと異なっているのは子音で始まる接尾辞の前に来るものである。3人称男性単数と2人称単数、1人称複数の形の例を活用の種類ごとに示す。
1. du'- 「死ぬ」、du'a 「彼は死ぬ」、duuta 「きみは死ぬ」、duuna 「我々は死ぬ」
2. beela'- 「空腹だ」、beela'a 「彼は空腹だ」、beelofta 「きみは空腹だ」、beelofna 「我々は空腹だ」
3. dhaga'- 「聞く」、dhaga'a 「彼は聞く」、dhageessa 「きみは聞く」、dhageenya 「我々は聞く」（接辞の子音変化に注意）

一般動詞の fedh- 「欲しい」と godh- 「する」は、t や n で始まる接尾辞が付加されて二重化した子音が長母音に置き換えられるという点で、基本的な活用のパターンから逸脱している。
- fedha 「彼は欲する」、feeta 「きみは欲する」、feena 「我々は欲する」、feetu 「きみたちは欲する」、hin feene 「欲しくなかった」など

動詞 dhuf- 「来る」の命令形 koottu, koottaa は不規則である。動詞 deem- 「行く」は規則的な命令形とともに不規則な neenu, beenaa がある。

#### 派生
オロモ語動詞の語根は派生する3種類の態である受動態、使役態、中動態（自己に行為が及ぶ）の基礎となり、語幹を形成しそこに屈折接尾辞が加えられる。
受動態
オロモ語の受動態は、英語の受動態の機能になぞらえることができる。動詞語根に -am を付加して作られる。
- beek- 「知る」、beekam- 「知られる」、beekamani 「彼らは知られる」
- jedh- 「言う」、jedham- 「言われる」、jedhama 「…と言われる」

使役態
オロモ語の使役動詞は「…させる」の意味となり、自動詞を他動詞化させる機能を持つ。-s, -sis, -siis を語根に付加して作られるが、ただし -l で終わる語根には -ch を付加する。語根が子音 ' で終わる動詞はこの子音を消失させ、-s を加えて直前の母音を長音化させることがある。
- beek- 「知る」、beeksis- 「知らせる」、beeksifne 「我々は知らせた」
- ka'- 「起きる」、kaas- 「拾う」、kaasi 「拾え」
- gal- 「入る」、galch- 「入れる」、galchiti 「彼女が入れる」
- bar- 「学ぶ」、barsiis- 「教える」、nan barsiisa 「私が教える」

中動態
オロモ語の中動態の動詞は「自分のためにする」「自分でする」という意味を表すが、実際の意味は動詞によって様々で予測ができない。語根に -adh を付加して作る。中動態の動詞は現在および過去の3人称単数男性（語幹の -dh が -t に変化）と単数の命令形（接辞が -i でなく -u）で不規則である。
- bit- 「買う」、bitadh- 「自分に買う」、bitate 「彼は自分に買った」、bitadhu 「自分で買え」
- qab- 「持つ」、qabadh- 「（自分で）掴む」、qabanna 「我々は掴む」

中動態の動詞には名詞から派生したものもある。hojjadh- 「働く」は名詞 hojii 「仕事」から派生したもの。
動詞の接尾辞の組合せは様々ある。使役の接尾辞をふたつ組み合わせることも可能である。
- ka'- 「上がる」、kaas- 「拾う」、kaasis- 「拾わせる」

使役には受動や中動が後に続いてもよい。この場合使役の s は f になる。
- deebi- 「戻る」、deebis- 「戻す、答える」、deebifam- 「戻される、答えられる」、deebifadh- 「自分で戻る」

もうひとつ動詞から派生した相（アスペクト）に反復相または強意相 (intensive) があり、語根の最初の子音と母音を語根の前に付け足して最初の子音を二重化して作られる。その結果形成された語幹は動詞が表す行為の反復や強意を表す。
- bul- 「夜を過ごす」、bubbul- 「数日の夜を過ごす」
- cab- 「壊す」、caccab- 「ばらばらにする、完全に壊す」
- dhiib- 「押す、圧力を加える」、dhiddhiib- 「マッサージする」

不定形は動詞の語幹に接辞 -uu を加えて作る。-dh で終わる動詞（特に中動態の全ての動詞）は接尾辞の前でこれを ch に変化させる。
- dhug- 「飲む」、dhuguu 「飲むこと」
- ga'- 「届く」、ga'uu 「届くこと」
- jedh- 「言う」、jechu 「言うこと」

不定形は名詞のように振る舞い、あらゆる格語尾を取ることができる。
- ga'uu 「届くこと」、ga'uuf 「届くために」（与格）
- dhug- 「飲む」、dhugam- 「飲まれる」、dhugamuu 「飲まれること」、dhugamuudhaan 「飲まれることで」（具格）

### 文法
- Ali, Mohamed; Zaborski, A. (1990). Handbook of the Oromo Language. Wroclaw, Poland: Polska Akademia Nauk. ISBN 83-04-03316-X
- Griefenow-Mewis, Catherine; Tamene Bitima (1994). Lehrbuch des Oromo. Köln: Rüdiger Köppe Verlag. ISBN 3-927620-05-X
- Griefenow-Mewis, Catherine (2001). A Grammatical Sketch of Written Oromo (Language and dialect atlas of Kenya, 4.). Köln, Germany: Rüdiger Köppe Verlag. ISBN 3-89645-039-5
- Heine, Bernd (1981). The Waata Dialect of Oromo: Grammatical Sketch and Vocabulary. Berlin: Dietrich Reimer. ISBN 3496001747
- Hodson, Arnold Weinholt (1922). An elementary and practical grammar of the Galla or Oromo language. London: Society for Promoting Christian Knowledge
- Owens, Jonathan (1985). A Grammar of Harar Oromo. Hamburg: Buske. ISBN 3871187178
- Praetorius, Franz (1973) [1872]. Zur Grammatik der Gallasprache. Hildesheim; New York: G. Olms. ISBN 3-487-06556-8
- Roba, Taha M. (2004). Modern Afaan Oromo grammar : qaanqee galma Afaan Oromo. Bloomington, IN: Authorhouse. ISBN 1-4184-7480-0
- Stroomer, Harry (1987). A comparative study of three Southern Oromo dialects in Kenya. Hamburg: Helmut Buske Verlag. ISBN 3-87118-846-8

### 辞書
- Bramly, A. Jennings (1909). English-Oromo-Amharic Vocabulary. [Typescript in Khartoum University Library]
- Foot, Edwin C. (1968) [1913]. An Oromo-English, English-Oromo dictionary. Cambridge University Press (repr. Farnborough, Gregg). ISBN 0-576-11622-X
- Gragg, Gene B. et al. (ed., 1982) Oromo Dictionary. Monograph (Michigan State University. Committee on Northeast African Studies) no. 12. East Lansing, Mich. : African Studies Center, Michigan State Univ.
- Mayer, Johannes (1878). Kurze Wörter-Sammlung in Englisch, Deutsch, Amharisch, Oromonisch, Guragesch, hrsg. von L. Krapf. Basel: Pilgermissions-Buchsdruckerei St. Chrischona
- Tamene Bitima (2000). A dictionary of Oromo technical terms. Oromo - English. Köln: Rüdiger Köppe Verlag. ISBN 3-89645-062-X
- Stroomer, Harry (2001). A concise vocabulary of Orma Oromo (Kenya) : Orma-English, English-Orma. Köln: Rudiger Köppe

- Tilahun Gamta (1989). Oromo-English dictionary. Addis Ababa: University Printing Press